# Singoli al numero uno nella Billboard Hot 100 nel 1979
La Billboard Hot 100 è la classifica dei singoli più venduti negli Stati Uniti d'America redatta dal magazine Billboard.

## HOT 100

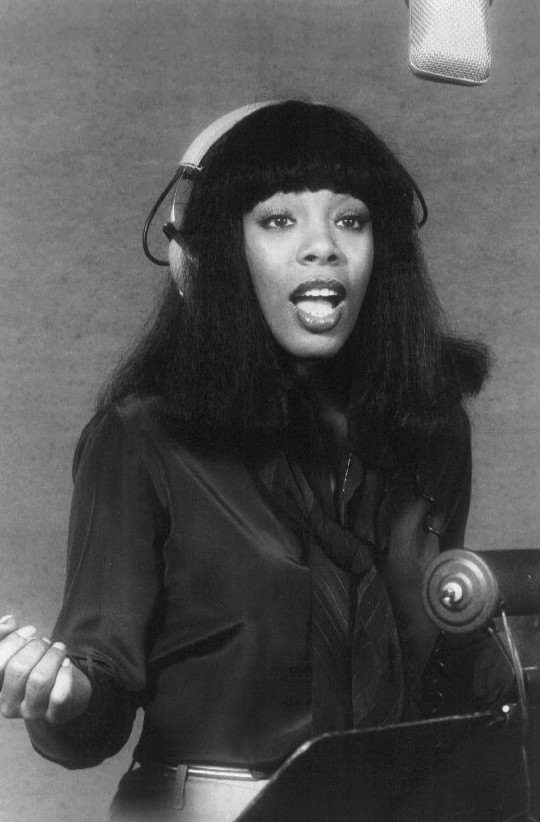
Donna Summer piazzò tre suoi diversi singoli al primo posto nel 1979.

| la canzone contrassegnata con lo sfondo giallo si è aggiudicata il titolo di singolo numero 1 nella classifica cumulativa di fine anno del 1979 di Billboard. |

| Data di Pubblicazione | Canzone                            | Artista                         | Fonte  |
| --------------------- | ---------------------------------- | ------------------------------- | ------ |
| 6 gennaio             | "Too Much Heaven"                  | Bee Gees                        | [ 1 ]  |
| 13 gennaio            | "Too Much Heaven"                  | Bee Gees                        | [ 2 ]  |
| 20 gennaio            | "Le Freak"                         | Chic                            | [ 3 ]  |
| 27 gennaio            | "Le Freak"                         | Chic                            | [ 4 ]  |
| 3 febbraio            | "Le Freak"                         | Chic                            | [ 5 ]  |
| 10 febbraio           | "Do Ya Think I'm Sexy?"            | Rod Stewart                     | [ 6 ]  |
| 17 febbraio           | "Do Ya Think I'm Sexy?"            | Rod Stewart                     | [ 7 ]  |
| 24 febbraio           | "Do Ya Think I'm Sexy?"            | Rod Stewart                     | [ 8 ]  |
| 3 marzo               | "Do Ya Think I'm Sexy?"            | Rod Stewart                     | [ 9 ]  |
| 10 marzo              | "I Will Survive"                   | Gloria Gaynor                   | [ 10 ] |
| 17 marzo              | "I Will Survive"                   | Gloria Gaynor                   | [ 11 ] |
| 24 marzo              | "Tragedy"                          | Bee Gees                        | [ 12 ] |
| 31 marzo              | "Tragedy"                          | Bee Gees                        | [ 13 ] |
| 7 aprile              | "I Will Survive"                   | Gloria Gaynor                   | [ 14 ] |
| 14 aprile             | "What a Fool Believes"             | The Doobie Brothers             | [ 15 ] |
| 21 aprile             | "Knock on Wood"                    | Amii Stewart                    | [ 16 ] |
| 28 aprile             | "Heart of Glass"                   | Blondie                         | [ 17 ] |
| 5 maggio              | "Reunited"                         | Peaches & Herb                  | [ 18 ] |
| 12 maggio             | "Reunited"                         | Peaches & Herb                  | [ 19 ] |
| 19 maggio             | "Reunited"                         | Peaches & Herb                  | [ 20 ] |
| 26 maggio             | "Reunited"                         | Peaches & Herb                  | [ 21 ] |
| 2 giugno              | "Hot Stuff"                        | Donna Summer                    | [ 22 ] |
| 9 giugno              | "Love You Inside Out"              | Bee Gees                        | [ 23 ] |
| 16 giugno             | "Hot Stuff"                        | Donna Summer                    | [ 24 ] |
| 23 giugno             | "Hot Stuff"                        | Donna Summer                    | [ 25 ] |
| 30 giugno             | "Ring My Bell"                     | Anita Ward                      | [ 26 ] |
| 7 luglio              | "Ring My Bell"                     | Anita Ward                      | [ 27 ] |
| 14 luglio             | "Bad Girls"                        | Donna Summer                    | [ 28 ] |
| 21 luglio             | "Bad Girls"                        | Donna Summer                    | [ 29 ] |
| 28 luglio             | "Bad Girls"                        | Donna Summer                    | [ 30 ] |
| 4 agosto              | "Bad Girls"                        | Donna Summer                    | [ 31 ] |
| 11 agosto             | "Bad Girls"                        | Donna Summer                    | [ 32 ] |
| 18 agosto             | "Good Times"                       | Chic                            | [ 33 ] |
| 25 agosto             | "My Sharona"                       | The Knack                       | [ 34 ] |
| 1 settembre           | "My Sharona"                       | The Knack                       | [ 35 ] |
| 8 settembre           | "My Sharona"                       | The Knack                       | [ 36 ] |
| 15 settembre          | "My Sharona"                       | The Knack                       | [ 37 ] |
| 22 settembre          | "My Sharona"                       | The Knack                       | [ 38 ] |
| 29 settembre          | "My Sharona"                       | The Knack                       | [ 39 ] |
| 6 ottobre             | "Sad Eyes"                         | Robert John                     | [ 40 ] |
| 13 ottobre            | "Don't Stop 'Til You Get Enough"   | Michael Jackson                 | [ 41 ] |
| 20 ottobre            | "Rise"                             | Herb Alpert                     | [ 42 ] |
| 27 ottobre            | "Rise"                             | Herb Alpert                     | [ 43 ] |
| 3 novembre            | "Pop Muzik"                        | M                               | [ 44 ] |
| 10 novembre           | "Heartache Tonight"                | Eagles                          | [ 45 ] |
| 17 novembre           | "Still"                            | Commodores                      | [ 46 ] |
| 24 novembre           | "No More Tears (Enough Is Enough)" | Barbra Streisand e Donna Summer | [ 47 ] |
| 1 dicembre            | "No More Tears (Enough Is Enough)" | Barbra Streisand e Donna Summer | [ 48 ] |
| 8 dicembre            | "Babe"                             | Styx                            | [ 49 ] |
| 15 dicembre           | "Babe"                             | Styx                            | [ 50 ] |
| 22 dicembre           | "Escape (The Piña Colada Song)"    | Rupert Holmes                   | [ 51 ] |
| 29 dicembre           | "Escape (The Piña Colada Song)"    | Rupert Holmes                   | [ 52 ] |